# 극장판 프리큐어 미라클 리프 모두에게 이상한 하루
《극장판 프리큐어 미라클 리프 모두에게 이상한 하루》(일본어: 映画 プリキュアミラクルリープ みんなとの不思議な1日)는 2020년 10월 31일 개봉인 극장판으로 프리큐어 시리즈의 크로스 오버 작품으로는 12번째, 프리큐어 시리즈 영화 작품으로는 통산 28번째 작품에 해당한다. 감독은 후카사와 토시노리.

## 참고 자료
- “映画プリキュアミラクルリープ みんなとの不思議な1日”. 2021년 9월 8일에 확인함.